# Alpen (Noordrijn-Westfalen)
Alpen is een plaats, gemeente en voormalige heerlijkheid in Kreis Wesel in Noordrijn-Westfalen, Duitsland. De gemeente ligt tussen het Ruhrgebied en de Nederlandse grens. De gemeente Alpen telt 12.502 inwoners (31 december 2020) op een oppervlakte van 59,56 km².

## Indeling van de gemeente

De gemeente bestaat uit de kernen Alpen, Menzelen, Veen, Bönninghardt, Bönning, Huck en Drüpt. Deze laatste drie plaatsjes worden ook wel als wijken van Alpen zelf beschouwd.

## Bevolking
Peildatum: 1 januari 2017.
- Totaal aantal inwoners: 12.979

van wie 6.431 mannelijk, en 6.548 vrouwelijk
- Oppervlakte in km² 59,6

Aantal inwoners/ km² 217,77
- Bevolking per Ortschaft:
  - Alpen 4.401
  - Bönninghardt 1.700
  - Drüpt 572
  - Huck 349
  - Menzelen-Ost 2.396
  - Menzelen-West 1.672
  - Veen 1.889

Bron:

## Geschiedenis
Geschiedkundige documenten noemen de plaats voor het eerst in 1074. In 1354 verwierf zij stadsrechten, later ook het muntrecht. In het jaar 1597 werd Alpen door Maurits van Nassau, de latere prins van Oranje, ingenomen tijdens zijn veldtocht dat jaar. Bij het passeren van Alpen werden stad en kasteel bij verdrag ingenomen. Amalia van Nieuwenaar-Alpen (de weduwe van Hendrik van Brederode en Frederik III van de Palts), vrouwe van Alpen, moest een neutraliteitsverdrag tekenen en zich afzijdig houden van de opstand. Beeldbepalend voor Alpen was het gelijknamige kasteel, dat door een aardbeving in 1758 onbewoonbaar werd, en omstreeks 1809 gesloopt werd. De slotheuvel is het enige overblijfsel van het kasteel.

## Infrastructuur
Alpen is bereikbaar via de Bundesautobahn 57 en de hoofdwegen B57 en B58. Er is ook een aansluiting op het spoorwegnet, de RB31 van Duisburg Hbf (richting Xanten) die ieder uur in Alpen stopt. Vanaf het station is het tien minuten lopen naar het centrum van Alpen.

## Partnersteden
- De stedenband met Herentals (België) werd in 2019 stopgezet.

## Aangrenzende gemeenten
| Aangrenzende gemeenten | Aangrenzende gemeenten | Aangrenzende gemeenten | Aangrenzende gemeenten | Aangrenzende gemeenten |
| ---------------------- | ---------------------- | ---------------------- | ---------------------- | ---------------------- |
|                        |                        | Xanten                 |                        | Wesel                  |
|                        |                        |                        |                        |                        |
| Sonsbeck               |                        |                        |                        |                        |
|                        |                        |                        |                        |                        |
| Issum                  |                        | Kamp-Lintfort          |                        | Rheinberg              |

## Belangrijke personen in relatie tot de gemeente
- Keurvorstin Amalia van Nieuwenaar-Alpen (1540 - 10 april 1602) was de dochter van Gumprecht II van Nieuwenaar-Alpen en Cordula van Holstein-Schauenburg

## Afbeeldingen

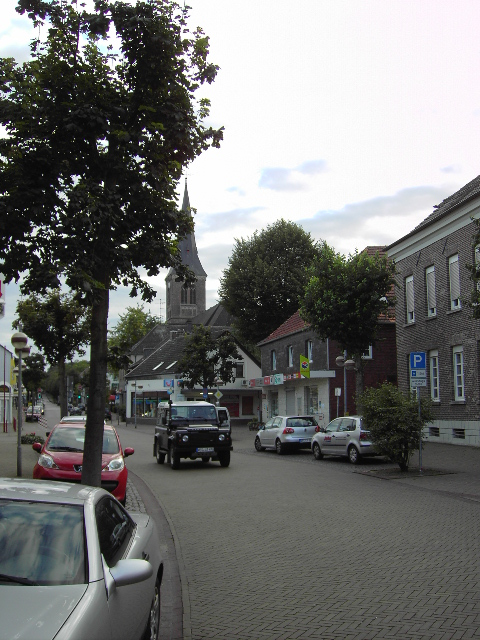
Centrum met St. Ulrichkirche
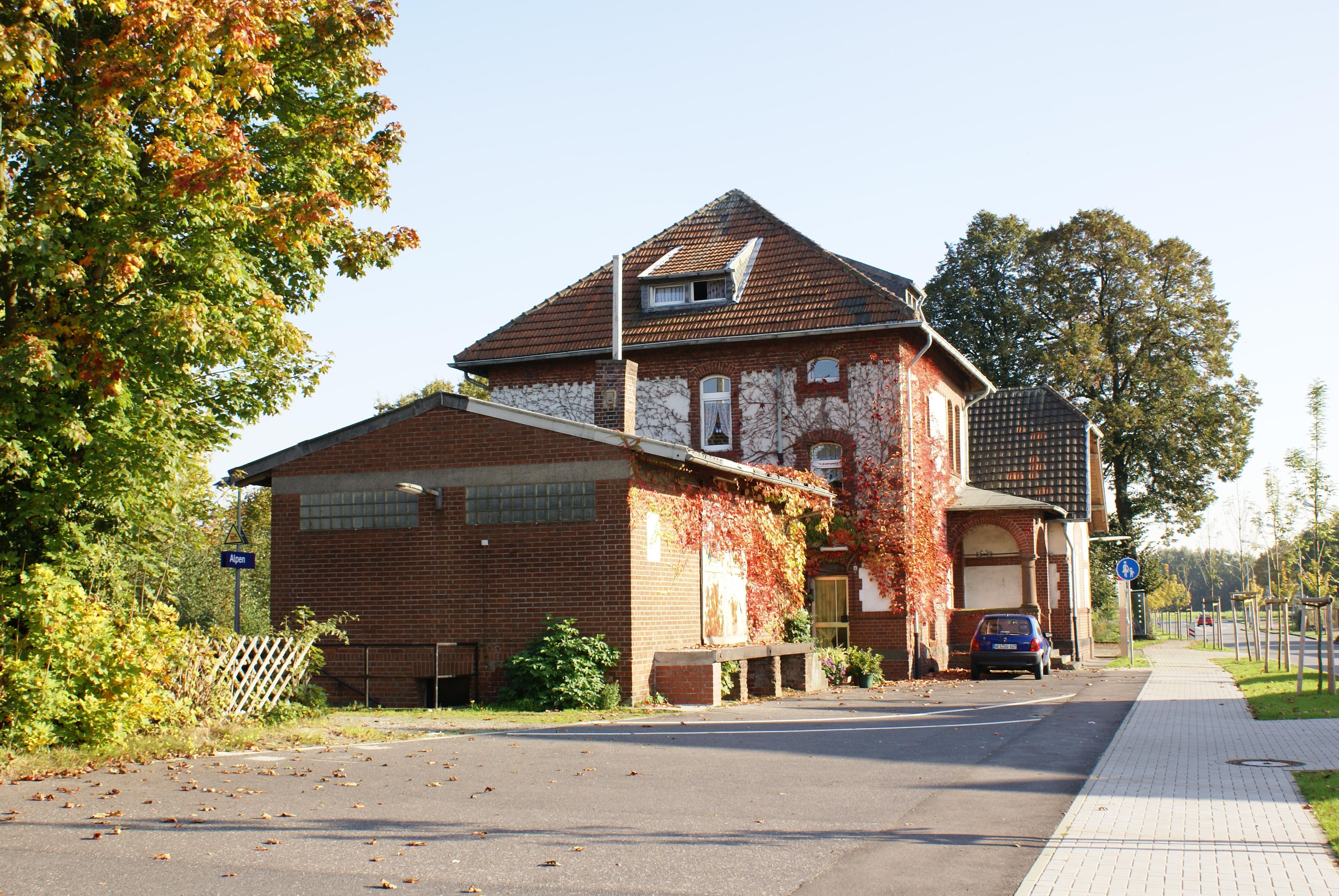
Station
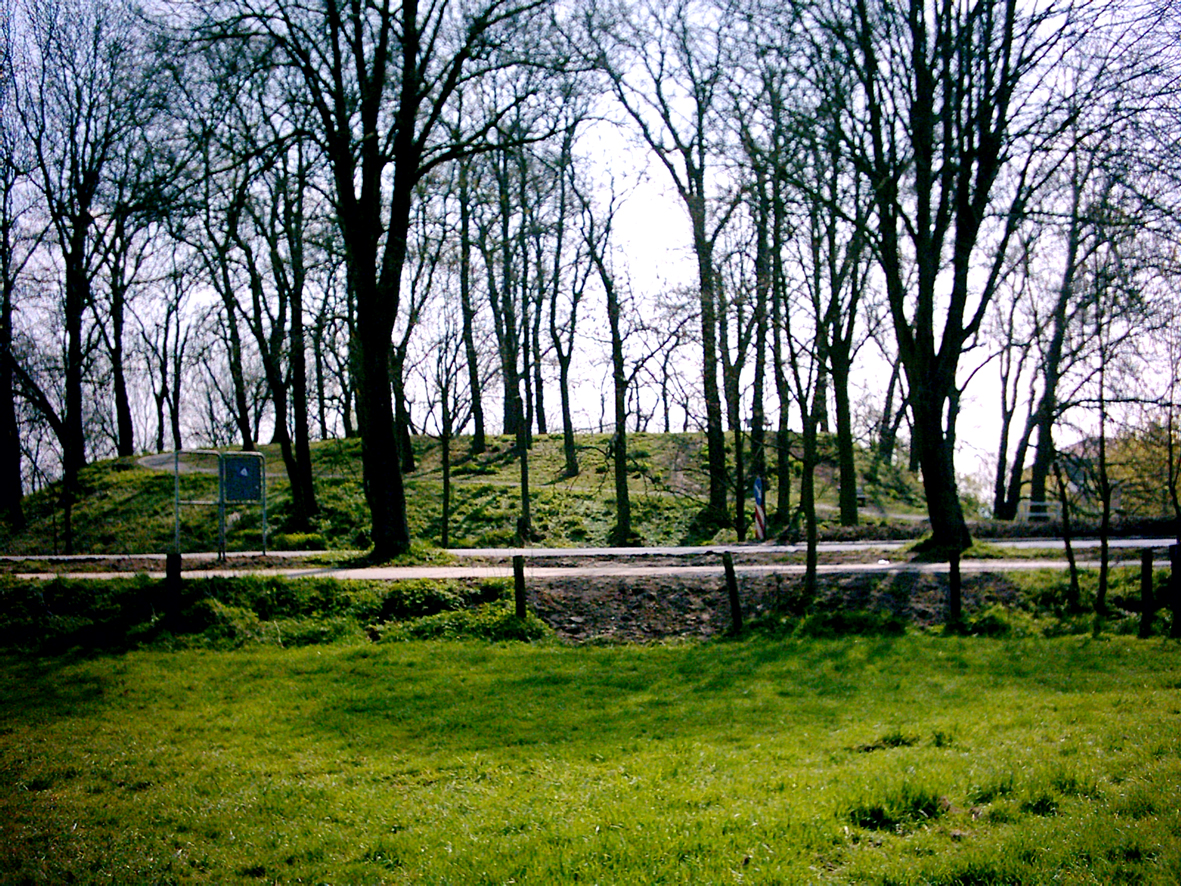
Burchtheuvel,  Burgstraße te Alpen

Alpen · Dinslaken · Hamminkeln · Hünxe · Kamp-Lintfort · Moers · Neukirchen-Vluyn · Rheinberg · Schermbeck · Sonsbeck · Voerde · Wezel · Xanten